# Libythea batchiana
Libythea batchiana är en fjärilsart som beskrevs av Wallace 1869. Libythea batchiana ingår i släktet Libythea och familjen praktfjärilar. Inga underarter finns listade i Catalogue of Life.